# Ragonius Venustus
Lucius (?) Ragonius Venustus war ein römischer Politiker und Senator.
Venustus gehörte zu einer im venetischen Opitergium ansässigen Gens Ragonia, die von der Mitte des zweiten bis ans Ende des vierten Jahrhunderts im Senat nachweisbar ist. Um 238 war Venustus vermutlich Prätor und bekleidete im Jahr 240 das ordentliche Konsulat.
Lucius Ragonius Urinatius Larcius Quintianus, vermutlich sein Großvater, gelangte, vielleicht als erster seiner Familie, unter Kaiser Mark Aurel in den Senat, erhielt wohl nach 180 von Kaiser Commodus die dona militaria und war einige Jahre später, aber sicher vor 193, Suffektkonsul. Auf den mutmaßlichen Vater Lucius Ragonius Urinatius Tuscenius Quintianus ist ziemlich sicher das Fragment CIL 06, 1506 zu beziehen. Danach war er verheiratet mit Flavia Venusta (von ihr erbte der Sohn sein Cognomen), Suffektkonsul (um 210?) und Flamen. Da Larcius sicher Plebejer war, kann erst Tuscenius selbst, am ehesten von Kaiser Septimius Severus, in den Patrizierstand erhoben worden sein.